# Синглтон, Генри
Генри Синглтон (англ. Henry Singleton; 19 октября 1766[…], Лондон — 15 сентября 1839[…], Лондон) — британский художник; живописец и портретый миниатюрист.

## Биография

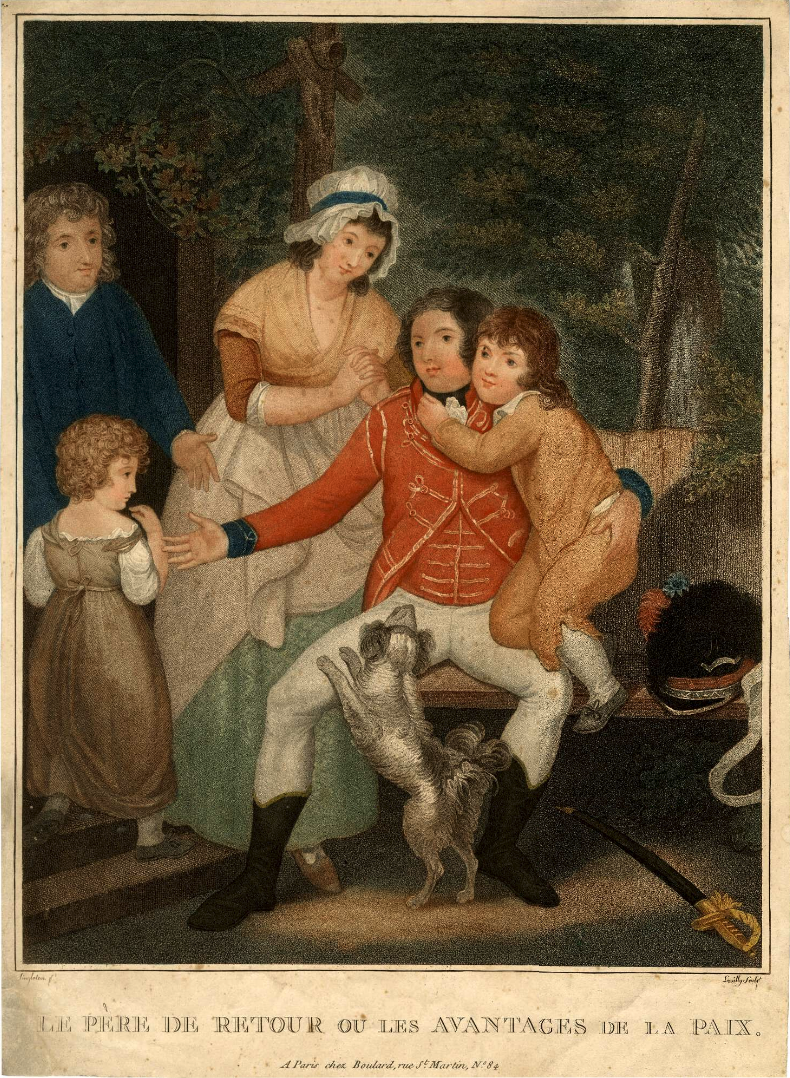
«Возвращение отца или Преимущества мира». Раскрашенная гравюра.

Родился в 1766 году в Лондоне. Выходец из художественной династии. Его дядя, Уильям Синглтон (ум. 1793) был учеником Озайаса Хэмфри, портретистом и миниатюристом. Другой дядя, Джозеф Синглтон, также был художником и выставлялся в Королевской академии с 1773 по 1788 год. 
Поскольку отец Генри умер, когда ему не было и двух лет, воспитанием Генри и его сестёр занялся дядя Уильям. Обе сестры Генри, Мария и Сара, стали миниатюристками и выставлялись в Королевской академии с 1808 по 1820 год и с 1787 по 1806 год соответственно.
Генри Синглтон, также как и его родные, писал, в том числе, портретные миниатюры, но сегодня более известен своими станковыми произведениями. В период между 1784 и 1839 годами он выставил в Королевской академии около 300 работ, большую часть которых составляли портреты, тогда как среди остальных встречались библейские, батальные и жанровые сцены. Синглтон запечатлел на своих картинах ряд важных событий своей эпохи, таких, как взятие Бастилии и гибель Типу Султана. 
Мастер группового портрета, Синглтон исполнил, в частности, «Портрет членов Королевской Академии» (1795), а также картины, изображающие церемонии бракосочетаний герцога Йоркского и принца Уэльского. Интересна исполненная Синглтоном в 1797 году картина «Император Павел I дарует свободу пленному генералу Тадеушу Костюшко» (на которой император Павел изображён с большим сходством, хотя неизвестно, какими источниками пользовался художник).
С 1807 года Генри Синглтон был женат на единственной дочери своего кузена Уильяма Синглтона-младшего.
Скончался Генри Синглтон в 1839 году в Лондоне и был похоронен в лондонской церкви Святого Мартина в Полях.

## Галерея

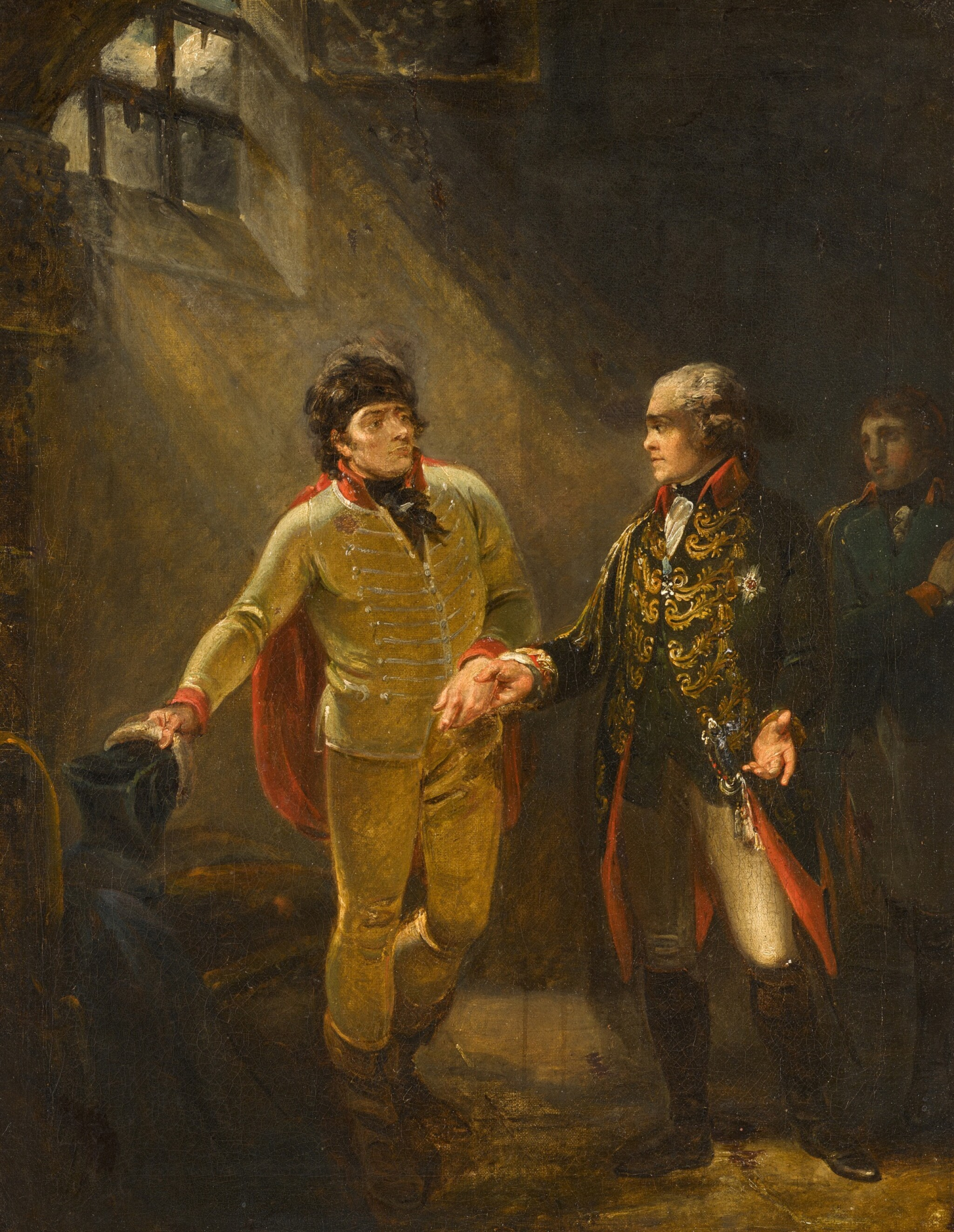
Император Павел I дарует свободу пленному генералу Тадеушу Костюшко, 1797
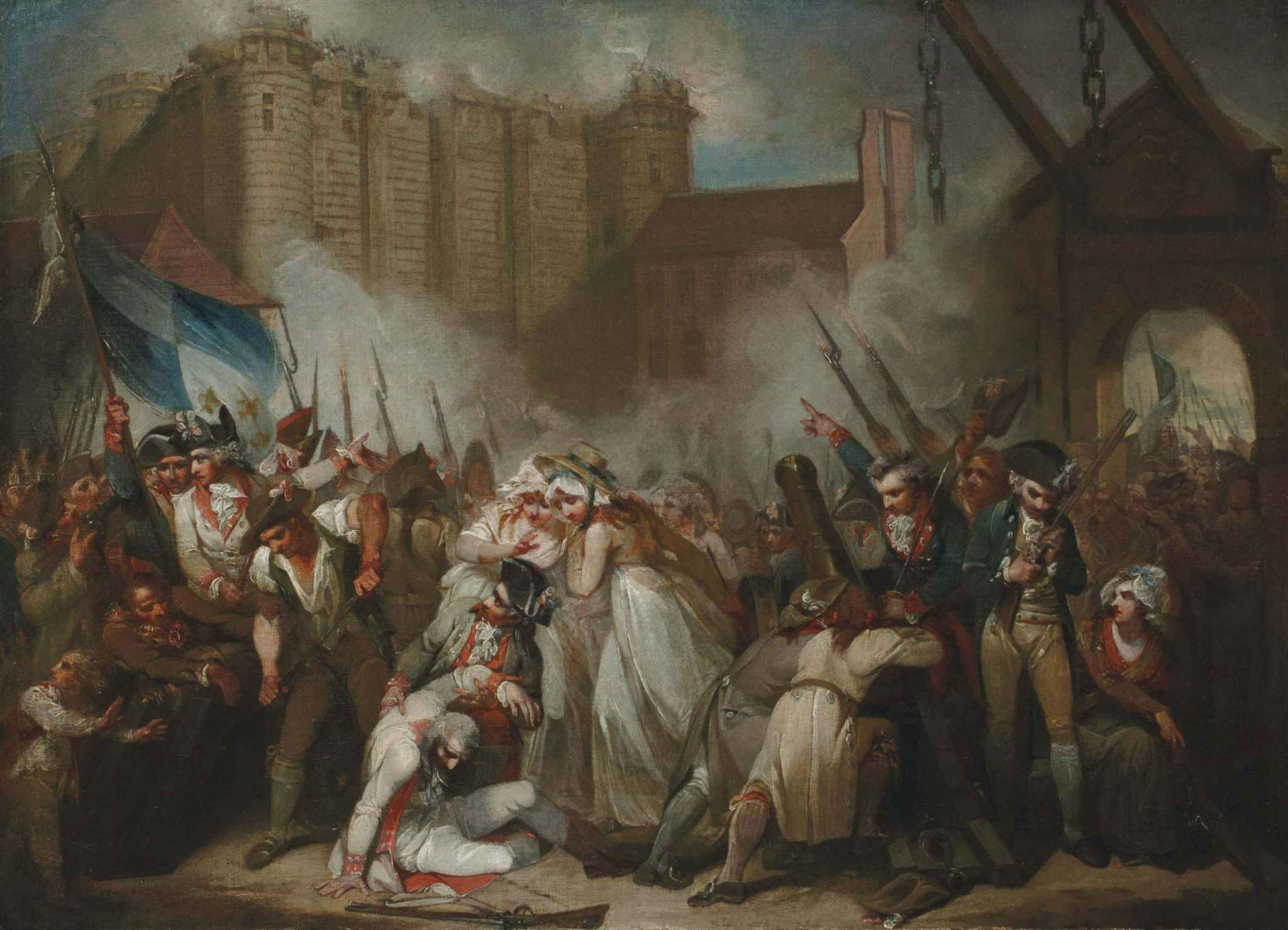
Взятие Бастилии, ок. 1790
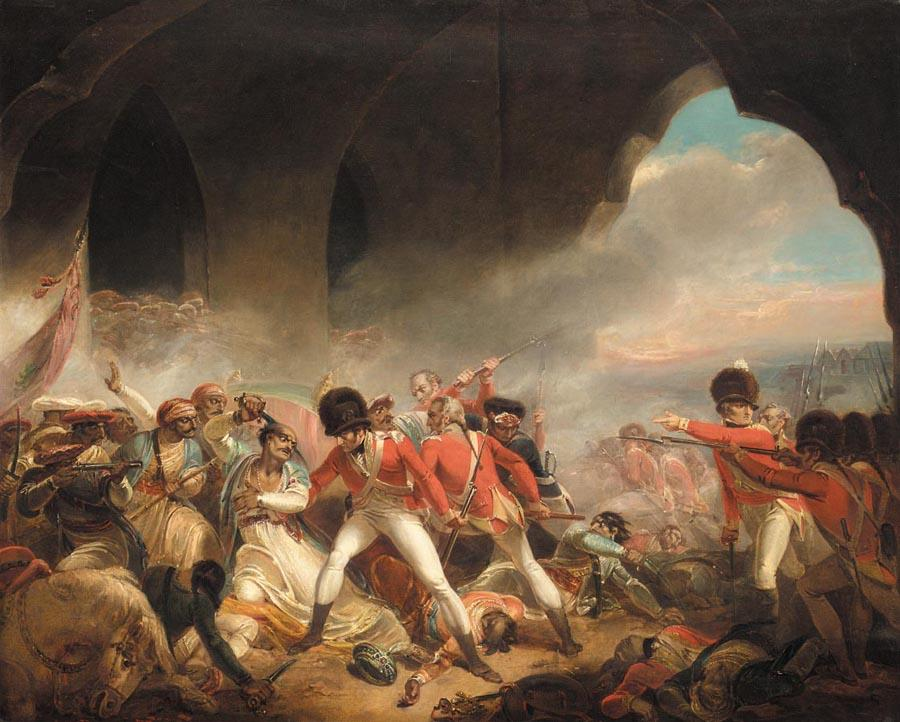
Гибель Типу Султана, ок. 1800
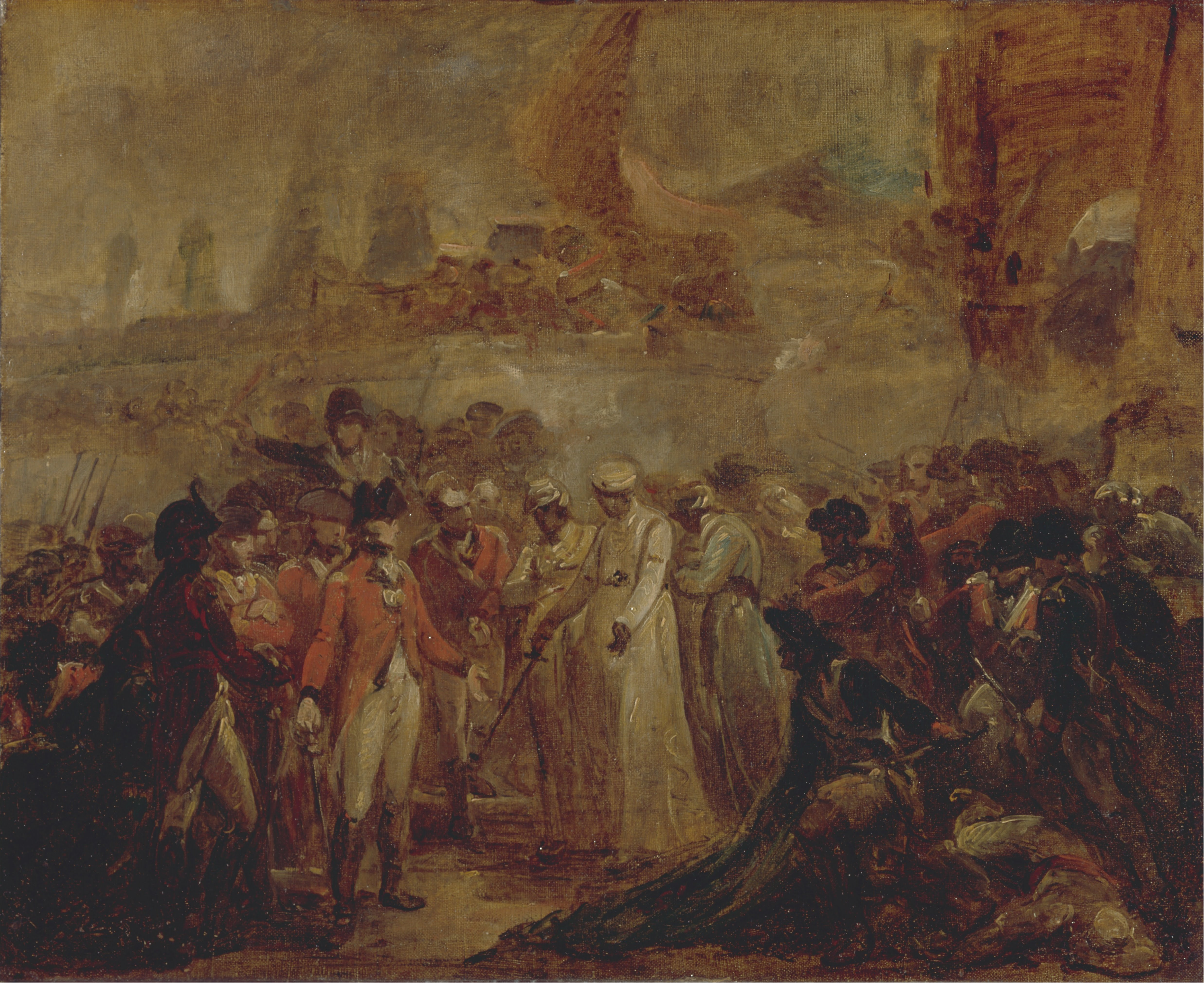
Капитуляция сыновей Типу Султана перед генералом Дэвидом Бэйрдом (эскиз)
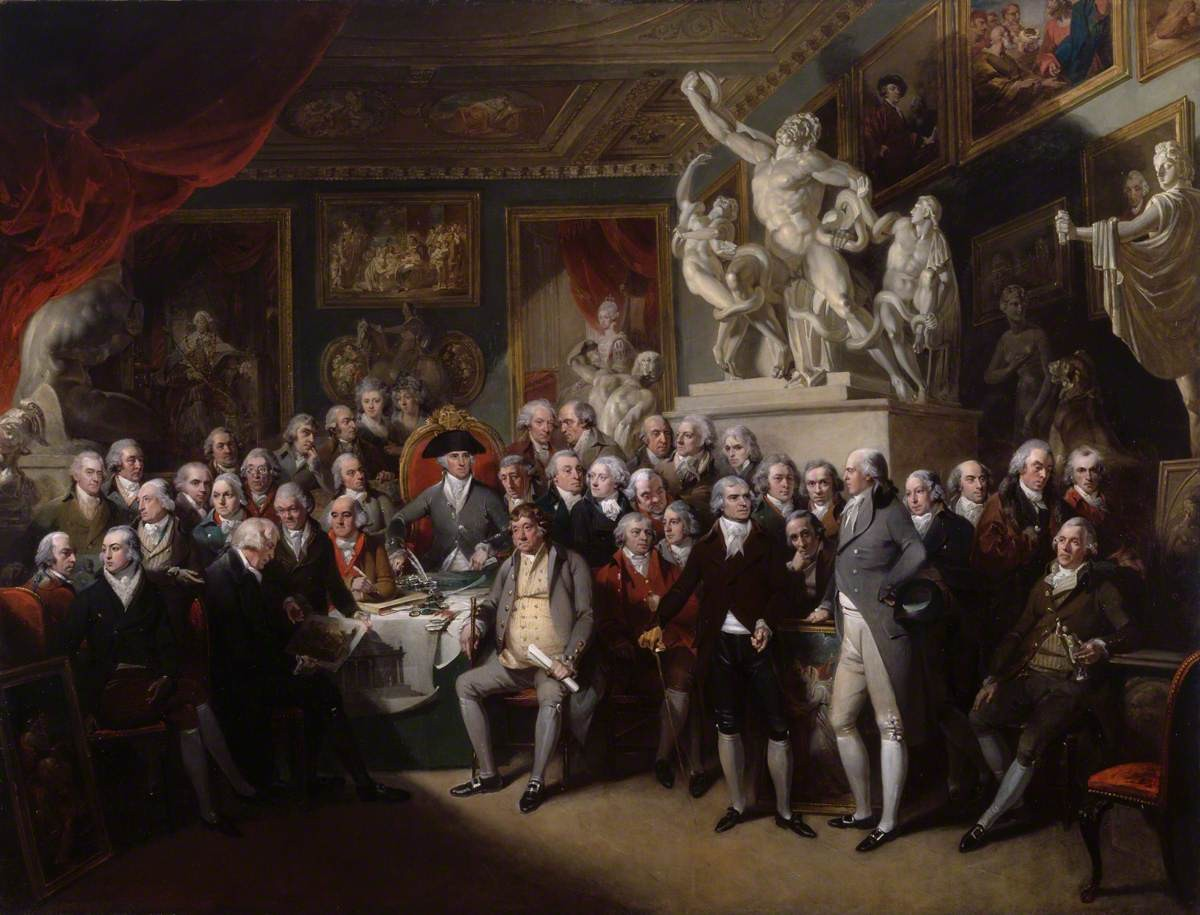
Групповой портрет членов Королевской академии, 1795
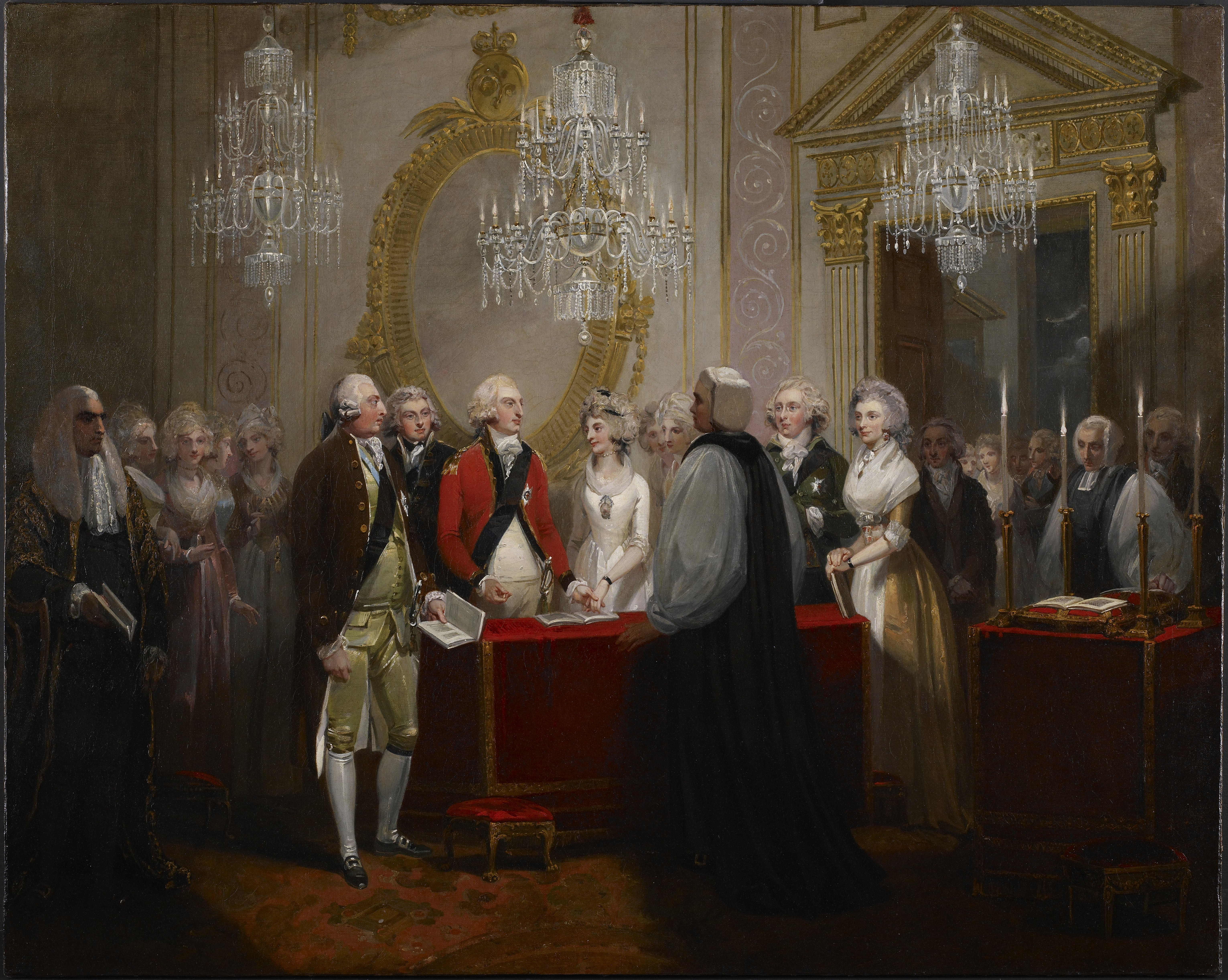
Бракосочетание герцога Йоркского, 1791
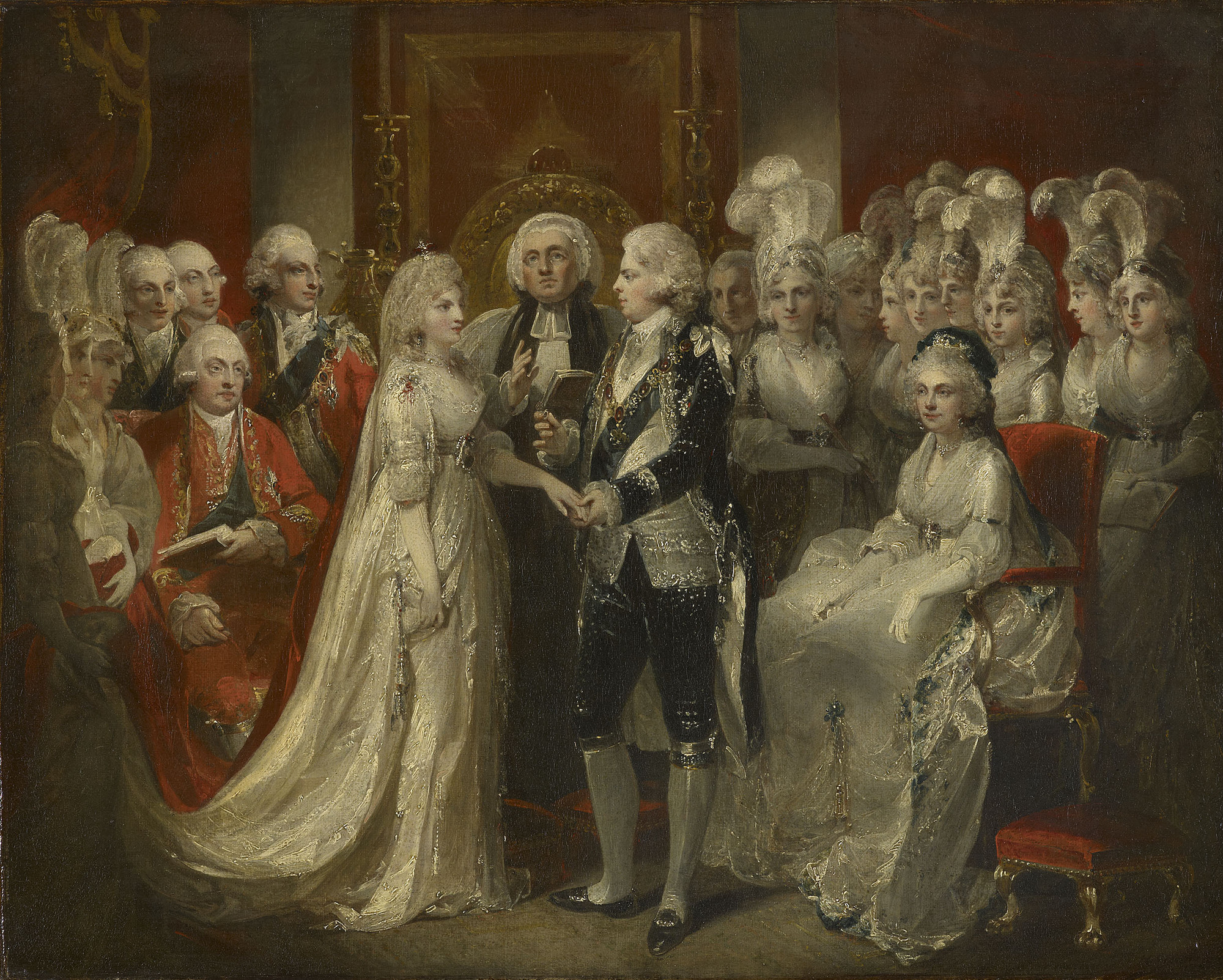
Бракосочетание принца Уэльского, 1795
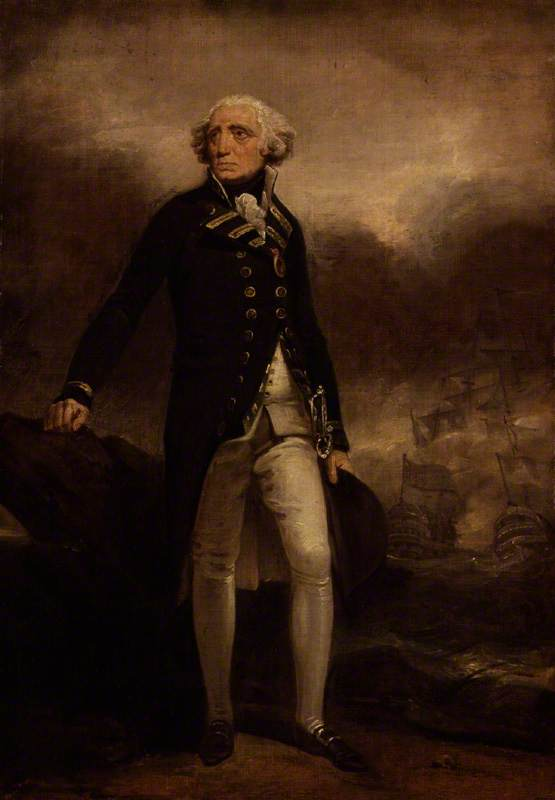
Портрет адмирала Хау, ок 1795
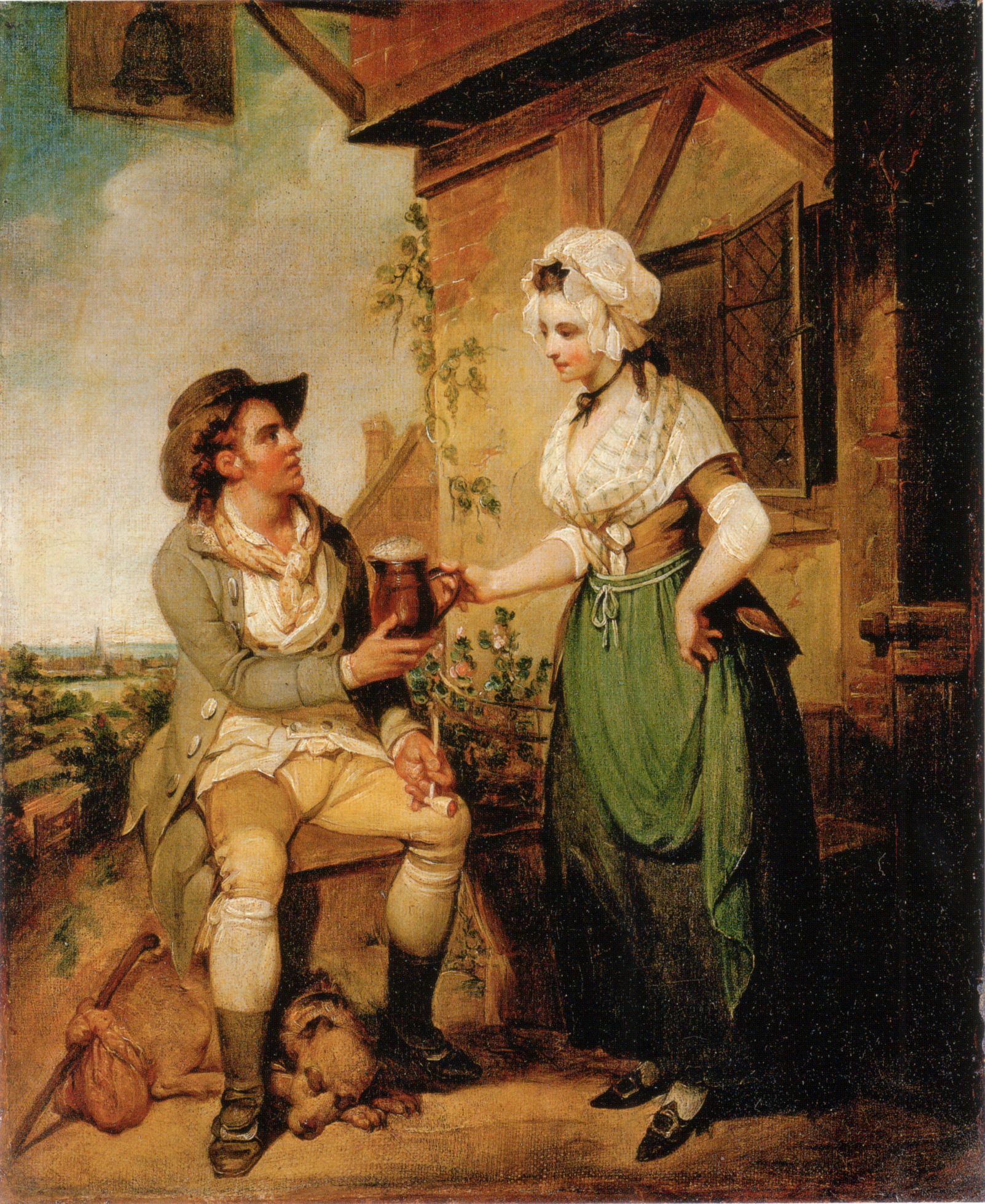
У двери пивной, ок. 1790
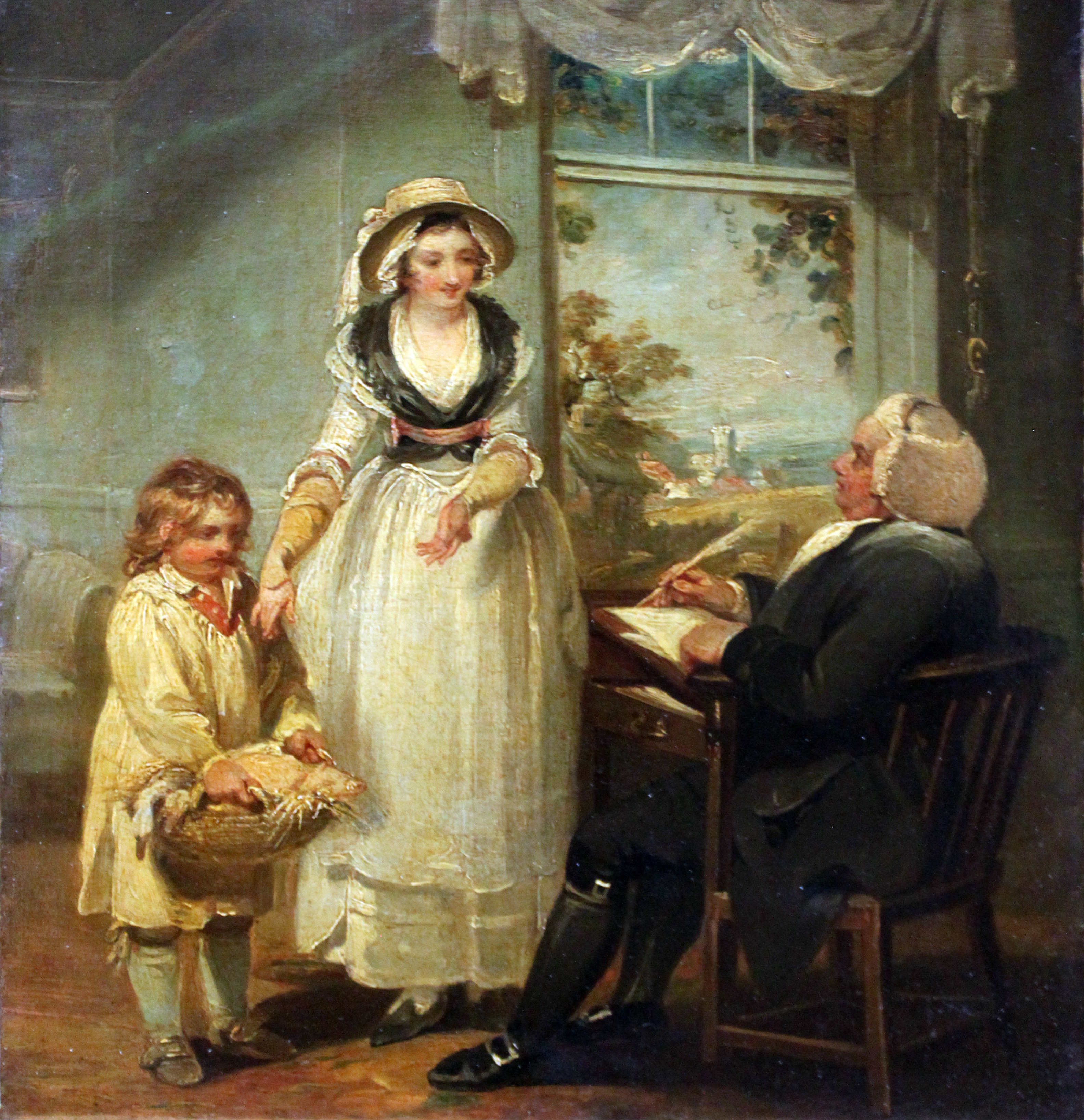
Десятина для викария, 1792
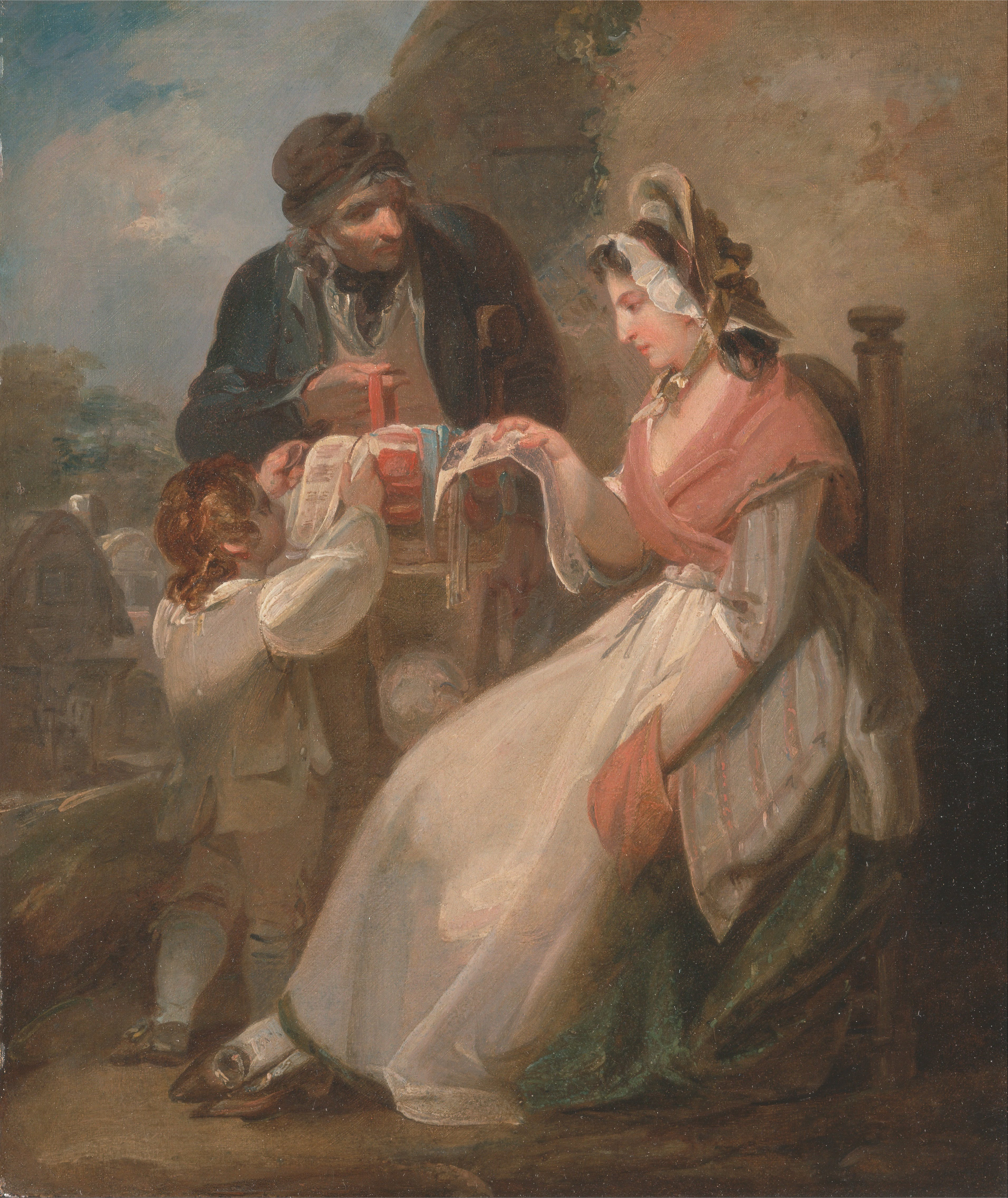
Странствующий торговец, ок. 1798
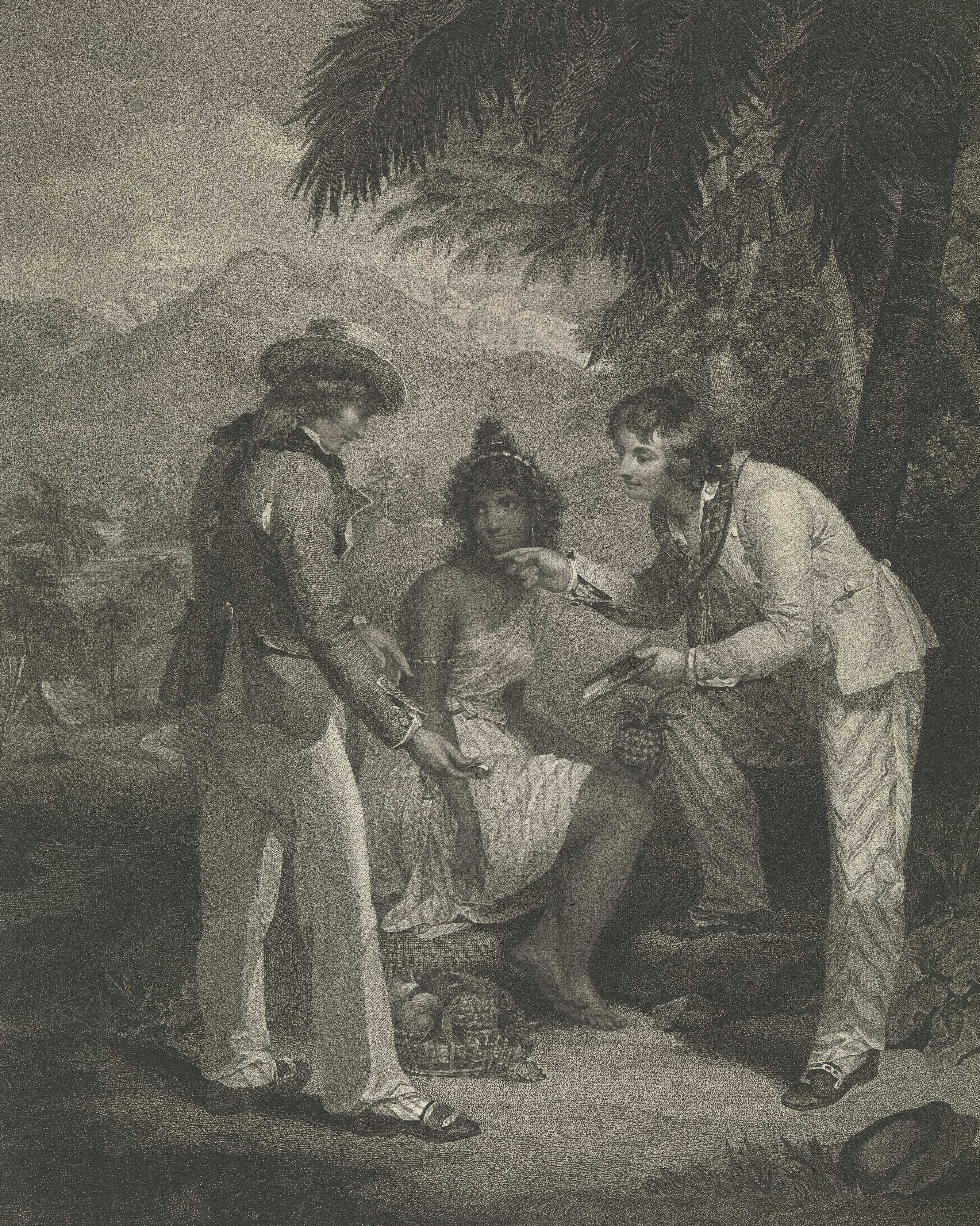
Британские матросы в Индии